# 811년

## 연호
- 당(唐) 원화(元和) 6년
- 일본(日本) 고닌(弘仁) 2년

## 기년
- 당(唐) 헌종(憲宗) 6년
- 신라(新羅) 헌덕왕(憲德王) 3년
- 발해(渤海) 정왕(定王) 3년

## 사건
- 고닌의 한구.
- 7월 26일 - 동로마 제국의 황제 니케포루스 1세가 이끄는 군대가 베르비차고갯길에서 불가르에게 완패하다.
- 10월 2일 - 미카일 1세가 동로마 제국의 황제로 즉위하다.

## 사망
- 동로마 제국의 황제 니케포루스 1세